# Wojewódzki Szpital Specjalistyczny im. Ludwika Rydygiera w Krakowie
Wojewódzki Szpital Specjalistyczny im. Ludwika Rydygiera w Krakowie – szpital mieszczący się na osiedlu Złotej Jesieni 1 w Krakowie. Powstał 1 sierpnia 1986 roku. Nosi imię Ludwika Rydygiera – chirurga, profesora medycyny, generała brygady Wojska Polskiego.
21 grudnia 2011 oddano do użytku sanitarne lądowisko.

## Lista oddziałów szpitalnych
- Blok Operacyjny
- Centrum Radioterapii
- Oddział Anestezjologii i Intensywnej Terapii
- Oddział Chirurgii Ogólnej i Onkologicznej
- Oddział Chirurgii Plastycznej, Rekonstrukcyjnej i Oparzeń
- Oddział Chirurgii Szczękowo-Twarzowej
- Oddział Chorób Wewnętrznych
- Oddział Dermatologii
- Oddział Ginekologii i Położnictwa z Ginekologią Onkologiczną
- Oddział Hematologii i Chorób Wewnętrznych z Pododdziałem Dziennym
- Oddział Kardiologii i Chorób Wewnętrznych
- Oddział Neonatologii
- Oddział Neurologii i Udarów Mózgu z Pododdziałem Udarów Mózgu
- Oddział Okulistyki
- Oddział Onkologii Klinicznej z Pododdziałem Dziennym
- Oddział Ortopedii i Traumatologii Narządu Ruchu
- Oddział Otolaryngologii
- Oddział Psychiatrii
- Oddział Radioterapii
- Oddział Ratunkowy
- Oddział Rehabilitacji Dziennej dla Pacjentów ze Stwardnieniem Rozsianym i po Alloplastyce Stawu Kolanowego i Biodrowego
- Oddział Rehabilitacji Neurologicznej z Pododdziałem Rehabilitacji Ogólnoustrojowej
- Oddział Toksykologii i Chorób Wewnętrznych z Pododdziałem Detoksykacji
- Oddział Urologii
- Ośrodek Terapii Hiperbarycznej
- Zakład Opieki Długoterminowej w Makowie Podhalańskim

## Lista poradni
- Poradnia Chirurgii Ogólnej
- Poradnia Chirurgii Plastycznej, Leczenia Oparzeń i Ran Przewlekłych
- Poradnia Chirurgii Szczękowo-Twarzowej
- Poradnia Dermatologiczna
- Poradnia Diagnostyki i Leczenia Chorób Piersi
- Poradnia Hematologii
- Poradnia Kardiologiczna i Chorób Wewnętrznych
- Poradnia Leczenia Uzależnień
- Poradnia Lekarza Rodzinnego POZ
- Poradnia Logopedyczna
- Poradnia Medycyny Pracy
- Poradnia Neonatologii
- Poradnia Neurologiczna
- Poradnia Okulistyczna
- Poradnia Onkologii Klinicznej
- Poradnia Ortopedii i Traumatologii Narządu Ruchu
- Poradnia Otolaryngologii
- Poradnia Proktologiczna
- Poradnia Radioterapii
- Poradnia Rehabilitacyjna
- Poradnia Stwardnienia Rozsianego
- Poradnia Urologiczna
- Poradnia Zdrowia Psychicznego
- Zespół Poradni Ginekologiczno - Położniczych